# فور كيدز (قناة تلفزيونية)
فور كيدز (بالإنجليزية: 4kids)‏ والمعروف بأسم الجزائرية فور كيدز (بالإنجليزية: Algerian 4kids)‏ هي قناة أطفال في الجزائر برامجها تعليمية، تربوية، تثقيفية و ترفيهية.
تعتبر قناة الأطفال الجزائرية فور كيدز منصة مميزة تستهدف الأطفال والأولياء على حد سواء وتقدم القناة مجموعة متنوعة من البرامج التي تلبي اهتمامات الأطفال في مختلف الفئات العمرية بحيث تعمل القناة على تقديم محتوى يناسب جميع أفراد الأسرة، بما في ذلك الأولياء والأجداد وتحرص من خلاله على توفير بيئة آمنة للأطفال، حيث يمكن للأهل أن يطمئنوا إلى أن المحتوى مناسب وخالي من المشاهد العنيفة أو غير الملائمة.

## البرامج
- مستر براوني
- الجرس
- هذا أنا
- الو كويز
- الفانوس
- وصلات أندلسية
- جرب بنفسك
- أزرق
- حشرات
- حافلة نوال
- حديقة حيوانات
- هيا نرسم
- كيف أصلي
- تحية لمن تحب
- أبطال صغار
- فيسلوك أبطال
- التجربة
- مهارات كشفية
- محاجيات ماما نجوى
- ميني شاف
- مفتاح النجاح
- علمني ديني
- لوبس غاروس (Loups Garous)
- مجيد شو
- قبعة العجائب

## نوستالجيا
- المحقق كونان
- أنا و أخي
- كابتن ماجد
- غراندايزر
- النمر المقنع
- اسألوا لبيبة
- هزيم الرعد
- سلام دانك
- هايدي
- ماروكو
- ماوكلي فتى الأدغال
- مغامرات نيلز
- سندباد
- القناع
- إيميلي

## برامج أطفال والشباب
- عصابة الدالتون
- شيبس وبطاطا
- كيد-إي-كاتس
- المحقق غادجيت
- ترانسفورمرز برايم
- واحة أوسكار
- ماشا والدب
- أربعة وأربعون هررة
- منزل غابي الدمى
- حفلة الكلمات
- مولانغ
- المنقذ يووهوو
- مغامرات بوكيمون
- داينجر ماوس
- مغامرات داي الشجاع
- عرض توم وجيري
- يحيا أنجيلو
- غارفيلد
- أبطال التايتنز إنطلقوا
- أوكتونوتس (مدبلج بالجزائرية)
- حبيب الله
- يونس والحوت
- يوسف الصديق
- السنافر
- ماجيك كايتو

## وصلات خارجية
- الموقع الرسمي